# Raima Sen
Raima Sen (Bengali: রাইমা সেন; urodz. Raima Dev Varma 11 listopada 1979) – indyjska aktorka z aktorskiej rodziny (córka Moon Moon Sen i wnuczka legendarnej w Indiach Sushitry Sen). Jej siostra Riya Sen też jest aktorką. Jej ojciec Bharat Dev Varma jest potomkiem królewskiej rodziny.

## Filmografia
- The Japanese Wife (2008)
- Manorama Six Feet Under (2007)
- The Bong Connection (2007)
- Honeymoon Travels Pvt. Ltd. (2007)
- Anuranan (2007)
- Sunglass (2007)
- Eklavya: The Royal Guard (2007) jako księżniczka Nandini
- Dhairyam (telugu) (2005) jako Mallika
- Antar Mahal (2005) jako Rukmini
- Dus (2005) jako Priya
- Poślubiona (Parineeta, 2005) jako Koel
- Nishijapon (2005) jako Sunita
- Swapner Din (2004)
- 99.9FM (2004)
- Fun2shh... Dudes in the 10th Century (2003) jako Junali
- Chokher Bali (2003) jako Ashalata
- Nil Nirjane (2003)
- Daman: A Victim of Marital Violence (2001) jako Deepa Saikia
- Godmother (1999) jako Sejal